# Harald Oredam

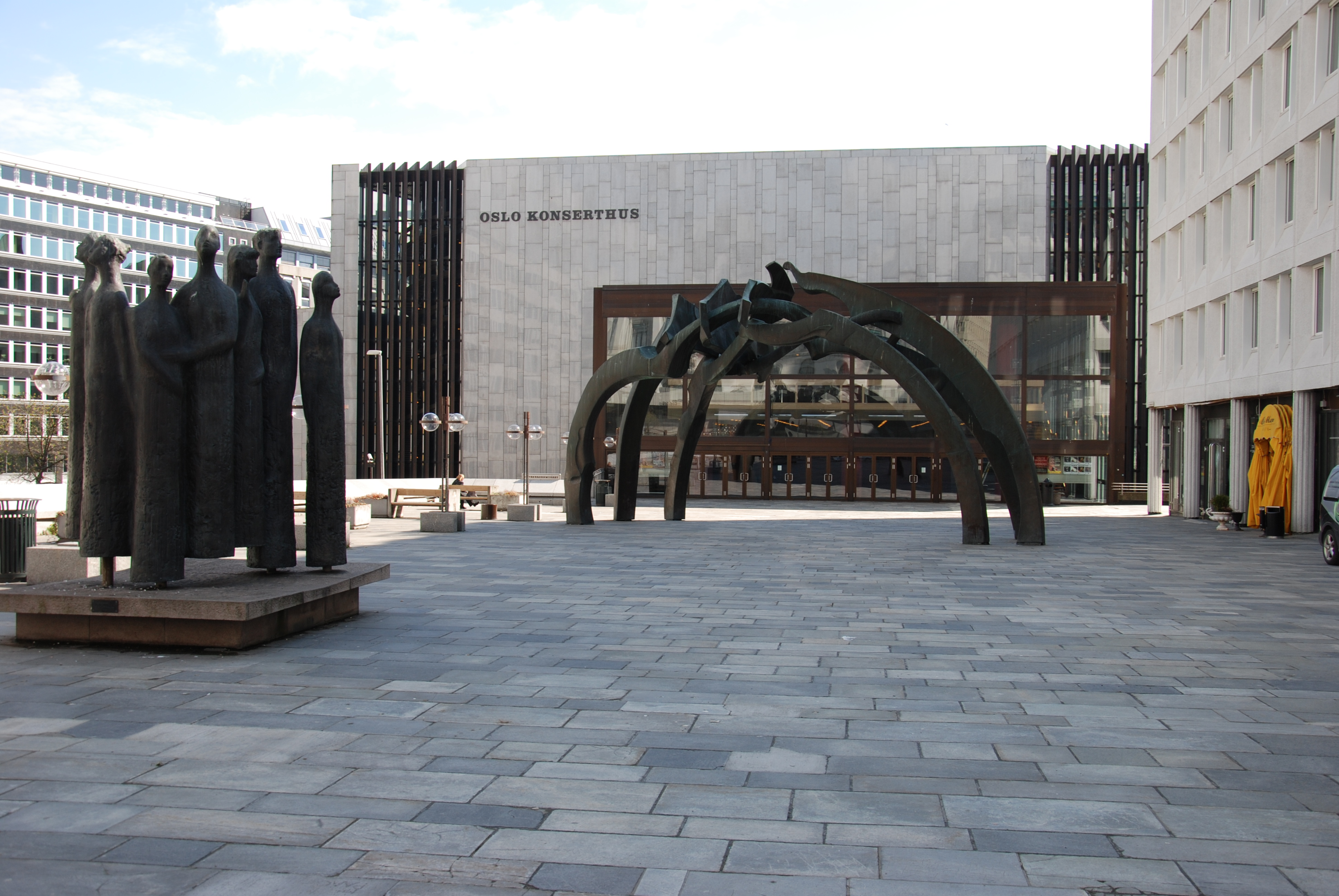
Jordmusikk (till höger) framför Oslo Konserthus.

Harald Oredam, född 1 augusti 1941 i Andøya, är en norsk målare och skulptör.
Harald Oredam utbildade sig på konstskolan Foyer des Arts Plastiques i  Paris 1966-67,  på Statens håndverks- og kunstindustriskole i Oslo 1968-69 och vid Statens kunstakademi i Oslo 1974-76. Han debuterade 1970 som målare och grafiker, men senare gjort sig mest känd som skulptör.

## Verk i urval
- Jordmusikk, koppar, 1978, platsen framför Oslo Konserthus
- To rom, 2003, Høgskolen i Harstad, Harstad
- Meeting, Larvik
- Installastionen Ræk 3, drivved, 2003, Hovden i  Bø kommun,  Vesterålen
- Fontän vid Vestfold Interkommunale Vannverk i Eidsfoss, 2005
- Stenring, Nore og Uvdals kommun